# Secção Migrantes e Refugiados
A Seção de Migrantes e Refugiados (Seção M&R) é uma seção sobre migrantes e refugiados incluída no Dicastério para o Serviço do Desenvolvimento Humano Integral (DHI).
Chocado com as condições de vida e tratamento reservado a grande número de migrantes, refugiados, deslocados e pessoas traficadas, o Papa Francisco explicou a alguns milhares de representantes de Movimentos Populares reunidos na Sala Paulo VI a 5 de novembro de 2016: “No Dicastério do qual é responsável o Cardeal Turkson há uma secção que se ocupa destas situações. Decidi que, pelo menos durante um certo tempo, tal setor dependa diretamente do Pontífice, porque se trata de uma situação infamante, que só posso descrever com uma palavra que me brotou espontaneamente em Lampedusa: vergonha!”. Em meados de dezembro, o Pontífice nomeou Michael Czerny S.J., um jesuíta canadiano, e Fabio Baggio C.S., um scalabriniano italiano, como sub-secretários do DHI para “se ocuparem especificamente com o cuidado dos migrantes e refugiados”.
A missão principal da Secção M&R é aquela de apoiar a Igreja - a nível local, regional e internacional - no acompanhamento das pessoas em todas as etapas do processo migratório, especialmente quem de alguma forma é forçado a deslocar-se ou a fugir. Entre os destinatários da ação desta Secção incluem-se os requerentes de asilo, refugiados, pessoas internamente deslocadas, bem como migrantes internacionais e internos. Dedica uma atenção particular aos migrantes que passam por dificuldades e sofrimento nos países de origem ou de destino ou em trânsito: por exemplo, pessoas que escapam de conflitos armados, perseguições e emergências humanitárias (tanto naturais como provocadas pelo ser humano), vítimas do tráfico de pessoas, migrantes em situação irregular, trabalhadores migrantes explorados e mulheres, jovens e crianças migrantes em situação de vulnerabilidade.